# 汤睿

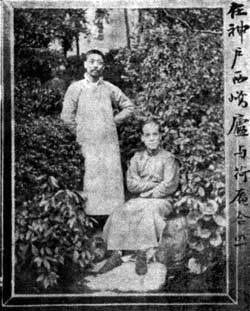
梁启超（右坐者）与汤觉顿流亡日本时合影。照片右侧题有“在神户西崂庐与荷庵合照”，应为梁启超所题。

汤睿（1878年—1916年4月12日），字觉顿，号荷庵，广东番禺人，中华民国政治人物，以字行。

## 生平
汤睿早年在万木草堂师从康有为，曾经参与戊戌变法。戊戌政变后，汤睿赴日本。1900年，汤睿潜归中国，参加唐才常的自立军起义。起义失败后，汤睿再度流亡日本，任教于横滨大同学校，并学习经济学。1908年，以笔名“明水”，在梁启超创办的《国风报》发表文章。1911年，任大清银行顾问
。
中华民国成立后，汤睿历任北京政府财政部顾问、中国银行总裁。1915年8月14日，筹安会成立，鼓吹帝制。梁启超、汤睿、蔡锷等人和孙中山、黄兴均反对袁世凯称帝。梁启超连夜起草了《异哉所谓国体问题者》一文，交汤睿秘密携带到北京登报。汤睿到北京后，经多方活动，使该文刊登于9月3日的《京报》，造成巨大影响。
袁世凯称帝后，汤睿弃职赴天津居住。后来，汤睿同梁启超、蔡锷、戴戡等人在梁启超、汤睿的天津寓所内多次共同策划讨伐袁世凯，决定蔡锷、戴戡先回云南、贵州发动武装起义，梁启超、汤睿赴广西策动两广随后响应。按照计划，1915年12月2日，蔡锷、戴戡离开天津，经日本赴云南。12月12日，梁启超、汤睿等人易名并化装，离开天津赴上海，于12月18日到达上海。蔡锷、戴戡于12月19日抵达昆明，经同唐继尧等协商，于12月25日宣布云南独立，并当即派兵赴四川。戴戡则到贵阳召集旧部，于1916年1月27日宣布贵州独立。
广西将军陆荣廷同梁启超早就通过来往书信进行联络。梁启超、汤睿到达上海后，陆荣廷派代表到上海邀请梁启超、汤睿到广西主持民政，且表示必须等到梁启超、汤睿抵达广西后自己方可行动，还保证“朝至，桂夕发”。梁启超、汤睿一行7人于1916年3月4日易名并化装，乘日本邮轮横滨丸，于3月7日来到香港。由于袁世凯已经委托香港、安南（今越南）的英国、法国当局对梁启超一行加以控制，所以梁启超一行兵分两路，梁启超等二人偷渡赴安南，于3月27日自镇南关（今友谊关）进入广西，汤睿等人则携带梁启超代拟的广西独立宣言，冒险闯关，途经梧州，于3月14日抵达南宁。汤睿等到达南宁后，同陆荣廷经一昼夜会谈，陆荣廷于3月15日通电宣布广西独立。
广西独立后，广东将军龙济光面临巨大压力，不得不宣布独立，并邀请护国军代表及广东各派赴广州协商。汤睿作为护国军代表赴广州，所乘船行驶到广州海珠炮台时，突然遭到岸上炮击，船上一名水手受伤，汤睿幸免。1916年4月12日，汤睿、徐勤、谭学夔、王广龄等先后到达广州海珠岛参加联席会议。出席此次海珠会议的共十余人。汤睿、徐勤居主席之位。汤睿起立发言，声明讨袁护国的意义，并提出了粤桂联合、稳定广东省内局面等等问题。龙济光的部将颜启汉（警卫军统领）、贺文彪则提出取消护国军番号，将护国军并入广东警卫军的主张，随即各方发生争吵，会场秩序混乱。颜启汉突然拔出手枪射击汤睿，在场的龙济光军士兵随即纷纷开枪。结果，汤觉顿、谭学夔等人当场死亡，王广龄等人因受重伤而死，此外还有多人受伤，徐勤得以幸免。此即“海珠惨案”。 
汤觉顿被击中头部，面目全非，入殓时用红布包裹，暂厝寺庙，待安葬。1922年，海珠殉难烈士墓园在广州沙河建成。